# 暴食的怪獸公主：惑星美食之旅
《暴食的怪獸公主：惑星美食之旅》是胖鸚鵡工作室開發的成人向養成文字冒險遊戲，於2024年12月由芒果派對在Steam發行。

## 玩法
《暴食的怪獸公主：惑星美食之旅》（《暴食的怪獸公主》）是怪獸公主系列第三部作品，與《怠惰的怪獸公主不想工作》（《怠惰的怪獸公主》）為同一世界觀，遊戲採用養成遊戲和文字冒險遊戲的遊玩方式。玩家將扮演地球出身的宇宙傭兵兼廚師，遊戲主人公在一次冒險中遭到同伴亞紀的背叛，因而被銀河警備隊通緝。在逃亡過程中，主人公得到一隻怪獸的幫助得以脫困，這隻怪獸化身成美少女，以保護主人公的名義與其同行。主人公為其取名「波奇Q」，以烹飪的料理支付保護報酬。玩家可以指揮波奇Q探索特定行星，並從中收集到烹飪食材。波奇Q進食各種料理能獲得不同的增益效果，其中行星深處的特殊食材能製作出大幅強化波奇Q的料理。遊戲的主線任務要求玩家在限定的時間內，完成特定行星的探索，並讓波奇Q進食該行星的特殊料理，波奇Q在強化後，方能應對銀河警備隊的追兵。性愛模式中，玩家可以開發波奇Q的性感帶，提高角色的敏感度，使其更容易高潮。波奇Q可以在性愛模式更換服飾，玩家每完成一個行星的探索，便能獲得波奇Q的新服飾。除波奇Q外，遊戲還有其他女配角，玩家在劇情中擊敗她們後，將會解鎖相應的色情場景。

## 劇情
主人公幼時父母雙亡，被自稱是長輩朋友的外星人收養，自此成為宇宙海盜。由於父母經營餐館，主人公耳濡目染下，喜歡利用業餘時間烹飪料理，還嘗試使用不同食材復現地球料理。長大後，主人公離開宇宙海盜團，成為一名宇宙傭兵。主人公在一次冒險中遭到同伴亞紀的背叛，因而被銀河警備隊通緝。在逃亡過程中，主人公得到一隻怪獸的幫助得以脫困，這隻怪獸化身成美少女，以保護主人公的名義與其同行。主人公為其取名「波奇Q」，以烹飪的料理支付保護報酬。主人公一邊擊退銀河警備隊的追兵，一邊尋找亞紀的蹤跡。最後在某個行星上，主人公制服了亞紀，從對方口中得知，原來兩人在之前的交易中被僱主欺騙。本來兩人都要入獄，亞紀為了直接找僱主一個說法，便撇清了罪名悄然離開主人公。亞紀預計找到證據後，主人公最多只會拘留一段時間，所以並未告之主人公實情；她也沒想到主人公會拒捕，反而跑去找她。兩人誤會解開後，銀河警備隊的追兵也接受了相關證據撤銷追捕。
然而此時，銀河警備隊對波奇Q發起了追捕，因為她是曾經消滅了數個星球的「根絕者」，還吃下了她的前主人「修女」，因此被列為通緝犯。身份被揭穿後，波奇Q馬上離開主人公，同時情緒失控，侵蝕了某個行星。在過往的相處中，主人公認為波奇Q並非通緝令上所描述的無情罪犯，此事應該另有隱情。主人公與亞紀等人一同進入侵蝕行星，在探索過程中，主人公受到波奇Q情感的影響，看到了她過往的記憶。波奇Q出身自根絕者一族，擁有「暴食」名號。很久以前，她被同族的「傲慢」打敗，失去所有意識，僅憑本能在宇宙四處流浪。流浪期間，波奇Q吞噬了以報恩聞名的「梅薩洛柏斯之狼」，不僅變成了狼的形象，也因此保留了報恩的性情。在一位地球出身的修女照顧下，波奇Q學會了地球文化。修女死後，其名下的行星被出售，波奇Q性情大變。她認為收購行星者破壞了修女和她的回憶，憤而吞下了整個行星還有修女本人，隨後化身為修女的造型繼續流浪。然而，她自此患上了厭食症，無法進食也導致她的力量也漸漸散去。直到遇到主人公，主人公的料理能讓她恢復食慾，所以她才與主人公同行。主人公在行星深處找到了波奇Q，並成功使其恢復正常，之後兩人便開始亡命天涯。

## 開發及發行
胖鸚鵡工作室製作的《怠惰的怪獸公主》發售後，獲得不錯的商業表現。2022年7月末，工作室以此為契機，打算建立怪獸公主系列，以七宗罪為主題開發續作。工作室主要人員負責「暴食」主題專案的開發，成員之一的板神則另建團隊，負責「傲慢」主題專案的開發。「暴食」續作早期專案名為《暴食的怪獸公主不想下廚》，於2023年改名為《暴食的怪獸公主：惑星美食之旅》。DOES擔任製作人，貓寬負責劇本，鐘雪深和KillFoot(SSRB)負責程序。美術方面，擔任美術總監，角色設計則由、哲學和老虎三人負責。配樂和音效方面，工作室使用了魔王魂、MusMus、蒼月音等平台上的免費音樂素材，部分音樂則由Mango Sound Studio負責。配音方面，由Brave Hearts、Connect Hearts和霓聲工作室三家配音工作室負責。
系列第二部作品《傲慢的怪獸公主與名偵探使魔》發售後，工作室根據該作玩家反饋，進一步優化並增加遊戲內容。玩法方面，探索模式新增路線分歧和頭目戰，色情場景則增加了前作所沒有肛交玩法。角色方面，為了凸顯女主角的「怪獸」身份，女主角在戰鬥中發動絕招時，會出現怪獸造型的招式動畫。工作室也為每個重要女配角製作了專屬的背景音樂。角色配音方面，專案原定僅提供日文配音，在聽取玩家反饋後，隨即增加了中文配音。
2023年7月4日，《暴食的怪獸公主》開設Steam商店頁面。遊戲原定於2024年6月推出，後延期至同年第四季度。2024年11月末舉行的台灣遊戲展G-EIGHT期間，遊戲發行商芒果派對在展會中宣傳了該作品。同年12月13日，遊戲正式在Steam發佈，支持簡體及繁體中文、英文、日文、韓文、俄文和烏克蘭文。

## 評價及反響
遊戲首日銷量5萬份，登上Steam日本區暢銷榜第20名，台灣區暢銷榜第一名。遊戲發售兩週內，銷售突破10萬份。4Gamers編輯歪力對該作的評價正面，認為該作劇情文風延續了《怠惰的怪獸公主》「幽默詼諧」的風格。他稱讚女主角的演出十分豐富，塑造出「生動可愛」的形象。

## 外部連結
- 《暴食的怪獸公主：惑星美食之旅》在視覺小說數據庫的頁面 （英文）